# 荒井万里絵
荒井 万里絵（あらい まりえ、1981年12月7日 - ）は、宮城県出身の元フィギュアスケート選手で、1998年長野オリンピックペア日本代表。現在はコーチ兼フィギュアスケート審判員（ペアのISUテクニカル・スペシャリスト）。東北福祉大学卒。身長 154cm。

## 経歴
5歳のときにスケートを始め長久保裕に師事する。クラブには荒川静香、本田武史、田村岳斗らがいた。
1997年1月の第65回全日本フィギュアスケート選手権で田村岳斗とのペアを組み優勝を果たす。しかし1997年3月の世界選手権・男子シングルで本田が10位に入り、長野五輪の男子シングル出場枠が2名に増えたことから田村が男子シングル専念を決めたため、ペアを解散。引退予定だった1995年全日本選手権男子シングル優勝の天野真と3月からペアを組み長野オリンピックを目指すことになる。（五輪開催国枠があったため、無条件に1組の出場が可能であった）
長野オリンピックの選考となった、1997年12月の第66回全日本フィギュアスケート選手権で優勝（ペアの出場は荒井・天野の1組のみ）し、翌1998年2月開催の長野オリンピック・ペア代表選出となった。しかし長野五輪本番では怪我の影響もあってか、ショートプログラム・フリースケーティングの両演技で、ジャンプ（ソロ・スロー共に）の殆どで着氷に失敗、さらにリフト・ペアスピン・デススパイラルなどの必須要素も得点が全く伸びず、出場20組中の20位と最下位に終わった。長野五輪後に天野とのペアを解散、女子シングルに専念。
大学卒業と同時に引退し、現在は仙台の宮城FSCでコーチを務め、国内競技会や国際競技会でテクニカル・スペシャリスト（国際スケート連盟認定の技術審判員）としても活躍している。

## 主な戦績

### シングル
- 1999年 全国高等学校総合体育大会 優勝
- 2000年 全国高等学校総合体育大会 優勝
- 2001年 日本学生氷上競技選手権 優勝
- 2002年 日本学生氷上競技選手権 優勝

### ペア
- 1997年1月 第65回全日本フィギュアスケート選手権・ペア 優勝
  - パートナー・田村岳斗
- 1997年12月 第66回全日本フィギュアスケート選手権・ペア 優勝
- 1998年2月 長野オリンピック 20位
  - パートナー・天野真